# Maciej Dunal
Maciej Dunal (ur. 20 grudnia 1953, zm. 8 stycznia 2014 w Gdyni) – polski wokalista i aktor musicalowy. Absolwent Studium Wokalno-Aktorskiego przy Teatrze Muzycznym im. Danuty Baduszkowej w Gdyni.
Pochowany na cmentarzu Witomińskim w Gdyni (kwatera 65-12-33).

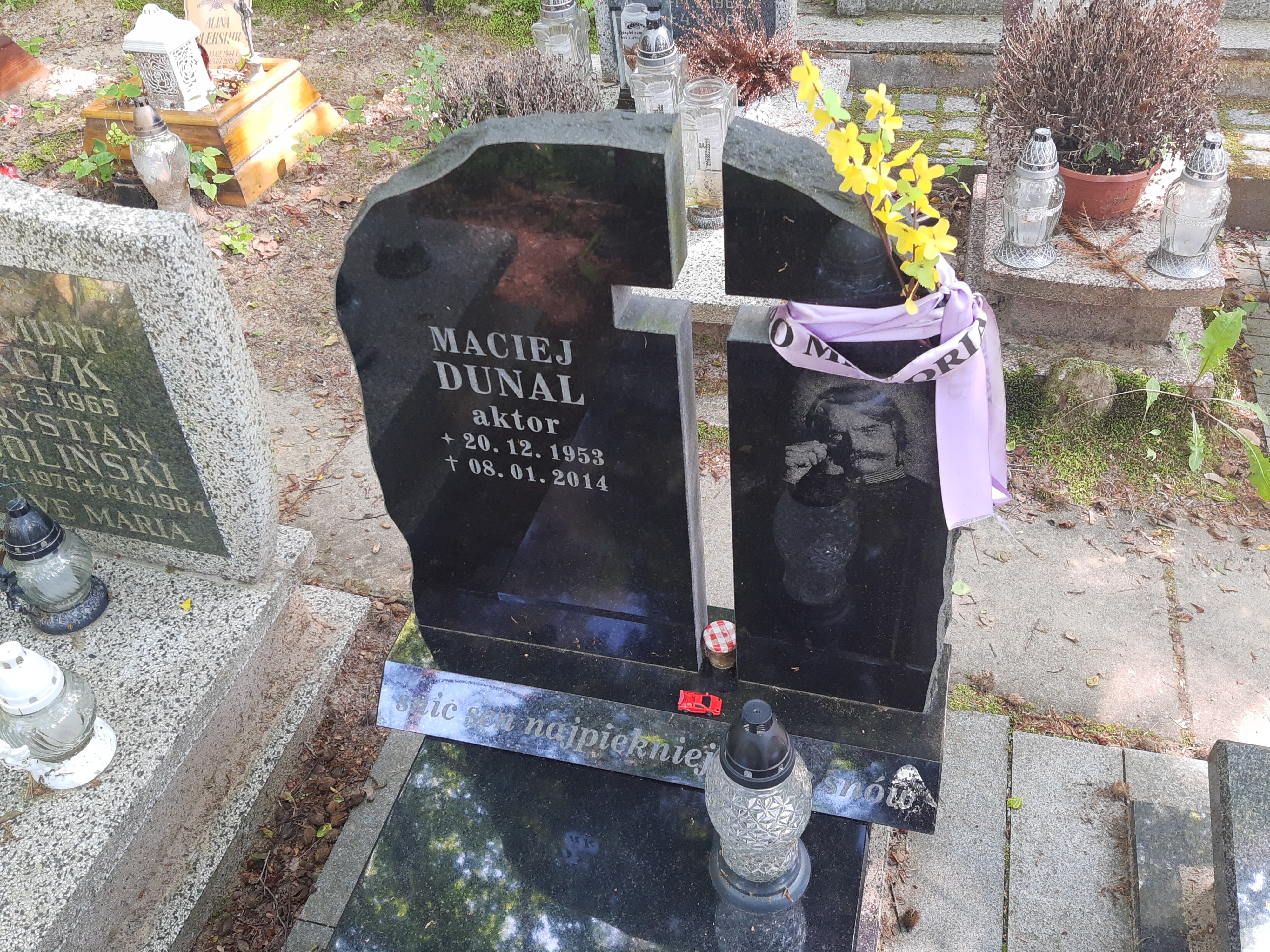
Grób Macieja Dunala na cmentarzu Witomińskim

## Filmografia
- 1988: Penelopy jako Obsada aktorska
- 2000: Lokatorzy jako Paweł, śmieciarz-filozof
- 2004: Sąsiedzi jako pan Jerzak